# Адміністративний устрій Сумської області

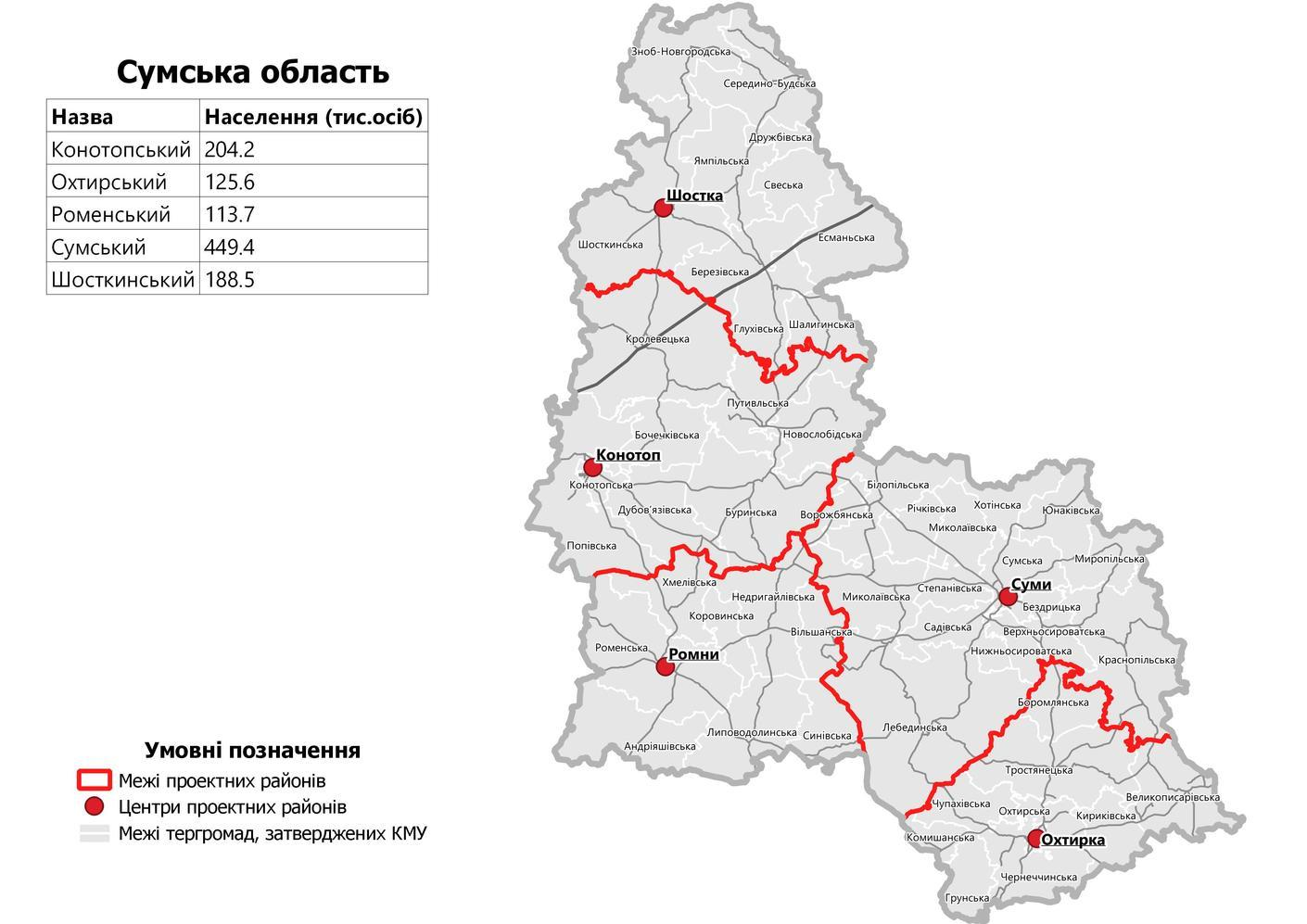
Адміністративний поділ Сумської області після територіальної реформи 2020 року

Адміністративно-територіальний устрій Сумської області — поділ Сумської області задля доцільнішого використання людських і природних ресурсів.
До складу області входить 5 районів (сільських районів), 51 територіальна громада, 15 міст, 20 селищ міського типу, 1411 села, 55 селища. Адміністративний центр — місто Суми.

## Адміністративний устрій з 2020 року
Джерело для таблиці: сторінка на порталі Децентралізація
| Назва громади                       | Населення громади | Площа громади км² | Район              |
| ----------------------------------- | ----------------- | ----------------- | ------------------ |
| Андріяшівська сільська громада      | 8761              | 603,9             | Роменський район   |
| Бездрицька сільська громада         | 3533              | 82,2              | Сумський район     |
| Березівська сільська громада        | 5011              | 463,6             | Шосткинський район |
| Білопільська міська громада         | 23260             | 535,7             | Сумський район     |
| Боромлянська сільська громада       | 5139              | 306,1             | Охтирський район   |
| Бочечківська сільська громада       | 4515              | 377,9             | Конотопський район |
| Буринська міська громада            | 20606             | 898,8             | Конотопський район |
| Великописарівська селищна громада   | 10469             | 512,6             | Охтирський район   |
| Верхньосироватська сільська громада | 6217              | 176,5             | Сумський район     |
| Вільшанська сільська громада        | 4732              | 260,6             | Роменський район   |
| Ворожбянська міська громада         | 8413              | 152,4             | Сумський район     |
| Глухівська міська громада           | 39142             | 450,0             | Шосткинський район |
| Грунська сільська громада           | 5512              | 244,8             | Охтирський район   |
| Дружбівська міська громада          | 5490              | 126,4             | Шосткинський район |
| Дубов'язівська селищна громада      | 10248             | 526,0             | Конотопський район |
| Есманьська селищна громада          | 5698              | 549,8             | Шосткинський район |
| Зноб-Новгородська селищна громада   | 4927              | 531,6             | Шосткинський район |
| Кириківська селищна громада         | 6354              | 269,5             | Охтирський район   |
| Комишанська сільська громада        | 3125              | 131,6             | Охтирський район   |
| Конотопська міська громада          | 89618             | 99,3              | Конотопський район |
| Коровинська сільська громада        | 3801              | 192,1             | Роменський район   |
| Краснопільська селищна громада      | 21120             | 965,5             | Сумський район     |
| Кролевецька міська громада          | 36390             | 1287,0            | Конотопський район |
| Лебединська міська громада          | 42846             | 1642,9            | Сумський район     |
| Липоводолинська селищна громада     | 12922             | 587,4             | Роменський район   |
| Миколаївська сільська громада       | 6895              | 273,2             | Сумський район     |
| Миколаївська селищна громада        | 12350             | 522,3             | Сумський район     |
| Миропільська сільська громада       | 4334              | 298,7             | Сумський район     |
| Недригайлівська селищна громада     | 14439             | 584,2             | Роменський район   |
| Нижньосироватська сільська громада  | 5963              | 164,7             | Сумський район     |
| Новослобідська сільська громада     | 5160              | 512,5             | Конотопський район |
| Охтирська міська громада            | 48627             | 81,4              | Охтирський район   |
| Попівська сільська громада          | 13719             | 893,9             | Конотопський район |
| Путивльська міська громада          | 21034             | 591,3             | Конотопський район |
| Річківська сільська громада         | 4241              | 228,8             | Сумський район     |
| Роменська міська громада            | 56215             | 969,9             | Роменський район   |
| Садівська сільська громада          | 10319             | 330,1             | Сумський район     |
| Свеська селищна громада             | 8620              | 295,2             | Шосткинський район |
| Середино-Будська міська громада     | 10634             | 591,6             | Шосткинський район |
| Синівська сільська громада          | 4791              | 294,4             | Роменський район   |
| Степанівська селищна громада        | 11100             | 190,0             | Сумський район     |
| Сумська міська громада              | 272972            | 347,8             | Сумський район     |
| Тростянецька міська громада         | 28933             | 794,3             | Охтирський район   |
| Хмелівська сільська громада         | 5975              | 387,4             | Роменський район   |
| Хотінська селищна громада           | 6289              | 242,7             | Сумський район     |
| Чернеччинська сільська громада      | 10016             | 584,7             | Охтирський район   |
| Чупахівська селищна громада         | 5744              | 270,7             | Охтирський район   |
| Шалигинська селищна громада         | 4264              | 280,5             | Шосткинський район |
| Шосткинська міська громада          | 93545             | 1257,1            | Шосткинський район |
| Юнаківська сільська громада         | 5917              | 342,9             | Сумський район     |
| Ямпільська селищна громада          | 8302              | 522,8             | Шосткинський район |

## Адміністративний устрій до 2020 року
До складу області входило 18 районів (сільських районів), 15 міст, з яких 7 обласного значення (обласного підпорядкування) (Суми, Глухів, Конотоп, Лебедин, Охтирка, Ромни, Шостка) та 8 районного значення, 20 селищ міського типу, 1411 села, 55 селища, 20 селищних рад, 384 сільських рад. Адміністративний центр — місто Суми.
| №  | Адміністративно- територіальна одиниця | Населення, жит. | Населення, жит. | Населення, жит. | Площа, км² | Щільність, чол./км² | Адміністративний центр | Міста | СМТ | Села, селища | Селищних рад | Сільських рад | Склад      |
| №  | Адміністративно- територіальна одиниця | всього          | міське          | сільське        | Площа, км² | Щільність, чол./км² | Адміністративний центр | Міста | СМТ | Села, селища | Селищних рад | Сільських рад | Склад      |
| -- | -------------------------------------- | --------------- | --------------- | --------------- | ---------- | ------------------- | ---------------------- | ----- | --- | ------------ | ------------ | ------------- | ---------- |
| 1  | Білопільський                          | 61 065          | 33 637          | 27 427          | 1 443      | 42,320              | Білопілля              | 2     | 2   | 122          | 2            | 24            | детальніше |
| 2  | Буринський                             | 36 933          | 11 607          | 25 326          | 1 104      | 33,450              | Буринь                 | 1     | -   | 60           | -            | 22            | детальніше |
| 3  | Великописарівський                     | 27 222          | 8 755           | 18 467          | 831        | 32,760              | Велика Писарівка       | -     | 2   | 39           | 2            | 14            | детальніше |
| 4  | Глухівський                            | 32 209          | 5 085           | 27 124          | 1 661      | 19,390              | Глухів                 | -     | 2   | 84           | 2            | 31            | детальніше |
| 5  | Конотопський                           | 39 567          | 3 016           | 36 551          | 1 667      | 23,740              | Конотоп                | -     | 1   | 82           | 1            | 29            | детальніше |
| 6  | Краснопільський                        | 34 133          | 11 265          | 22 848          | 1 351      | 25,250              | Краснопілля            | -     | 2   | 56           | 2            | 16            | детальніше |
| 7  | Кролевецький                           | 46 752          | 25 103          | 21 649          | 1 284      | 36,410              | Кролевець              | 1     | -   | 74           | -            | 21            | детальніше |
| 8  | Лебединський                           | 27 868          | -               | 27 868          | 1 542      | 18,070              | Лебедин                | -     | -   | 129          | -            | 23            | детальніше |
| 9  | Липоводолинський                       | 23 498          | 5 348           | 18 150          | 882        | 26,640              | Липова Долина          | -     | 1   | 67           | 1            | 18            | детальніше |
| 10 | Недригайлівський                       | 32 321          | 10 003          | 21 318          | 1 036      | 30,230              | Недригайлів            | -     | 2   | 97           | 2            | 17            | детальніше |
| 11 | Охтирський                             | 31 206          | 2 732           | 28 474          | 1 287      | 24,250              | Охтирка                | -     | 1   | 91           | 1            | 22            | детальніше |
| 12 | Путивльський                           | 34 401          | 17 274          | 17 127          | 1 103      | 31,190              | Путивль                | 1     | -   | 92           | -            | 23            | детальніше |
| 13 | Роменський                             | 46 328          | -               | 46 328          | 1 859      | 24,920              | Ромни                  | -     | -   | 128          | -            | 32            | детальніше |
| 14 | Середино-Будський                      | 20 955          | 9 704           | 11 251          | 1 123      | 18,660              | Середина-Буда          | 1     | 1   | 61           | 1            | 16            | детальніше |
| 15 | Сумський                               | 62 800          | 10 697          | 52 103          | 1 885      | 33,850              | Суми                   | -     | 3   | 123          | 3            | 29            | детальніше |
| 16 | Тростянецький                          | 42 134          | 23 370          | 18 764          | 1 048      | 40,200              | Тростянець             | 1     | -   | 47           | -            | 16            | детальніше |
| 17 | Шосткинський                           | 24 749          | 7 652           | 17 097          | 1 219      | 20,300              | Шостка                 | -     | 1   | 36           | 1            | 16            | детальніше |
| 18 | Ямпільський                            | 30 442          | 18 707          | 11 735          | 943        | 32,280              | Ямпіль                 | 1     | 2   | 58           | 2            | 13            | детальніше |

| № | Адміністративно- територіальна одиниця | Населення, жит. | Населення, жит. | Населення, жит. | Площа, км² | Щільність, чол./км² | Адміністративний центр | Міста | СМТ | Села, селища | Селищних рад | Сільських рад | Склад                                                   |
| № | Адміністративно- територіальна одиниця | всього          | міське          | сільське        | Площа, км² | Щільність, чол./км² | Адміністративний центр | Міста | СМТ | Села, селища | Селищних рад | Сільських рад | Склад                                                   |
| - | -------------------------------------- | --------------- | --------------- | --------------- | ---------- | ------------------- | ---------------------- | ----- | --- | ------------ | ------------ | ------------- | ------------------------------------------------------- |
| 1 | Суми                                   | 294 852         | 292 139         | 2 713           | 145        | 2 014,750           | -                      | 1     | -   | 6            | -            | 1             | * Сумська міська рада * Піщанська сільська рада         |
| 2 | Глухів                                 | 35 244          | 34 954          | 290             | 84         | 416,120             | -                      | 1     | -   | 1            | -            | -             | * Глухівська міська рада                                |
| 3 | Конотоп                                | 96 365          | 91 683          | 4 682           | 103        | 890,130             | -                      | 1     | -   | 3            | -            | 1             | * Конотопська міська рада * Підлипненська сільська рада |
| 4 | Лебедин                                | 29 569          | 28 814          | 755             | 167        | 172,540             | -                      | 1     | -   | 3            | -            | -             | * Лебединська міська рада                               |
| 5 | Охтирка                                | 50 036          | 49 721          | 315             | 30         | 1 657,370           | -                      | 1     | -   | 4            | -            | -             | * Охтирська міська рада                                 |
| 6 | Ромни                                  | 49 935          | 49 454          | 481             | 29         | 1 705,310           | -                      | 1     | -   | 3            | -            | -             | * Роменська міська рада                                 |
| 7 | Шостка                                 | 87 200          | 87 200          | -               | 36         | 2 422,220           | -                      | 1     | 1   | -            | -            | -             | * Шосткинська міська рада                               |

## Міські райони Сумської області
| Суми |               |    |         |    |                           |
| 1    | Зарічний      | ?? | 151 000 | ?? | Зарічна районна рада      |
| 2    | Ковпаківський | ?? | 140 918 | ?? | Ковпаківська районна рада |

## Історія
Див. також Історія Сумської області
Ліквідовані райони
- Глинський
- Грунський
- Дубов'язівський[3]
- Зноб-Новгородський (1962)
- Миропільський[3]
- Синівський[3]
- Смілівський
- Талалаївський (1962)
- Улянівський (1962)
- Хотінський (1962)
- Червоний (1962)
- Шалигинський
- Штепівський[3]

07.06.1957 скасовані 4 райони (див. вище); 11.03.1959 — 3 р-ни; 01.06.1960 ліквідований Смілівський р-н.
У 1962 р. після укрупнення сільських районів залишилось 10 районів. Отже скасовувались 13 районів (окрім 5-ти вищезазначених): Великописарівський, Краснопільський, Липоводолинський, Недригайлівський, Путивльський, Тростянецький, Шосткинський та Ямпільський.
У 1965 р. деякі з них були відновлені до 16.
 
У грудні 1966 р. відновилось ще 2 райони: Великописарівський та Ямпільський; тоді ж уточнено назву Ахтирського р-ну — Охтирський район.